# Pandora arenosa
Pandora arenosa är en musselart som beskrevs av Conrad 1834. Pandora arenosa ingår i släktet Pandora och familjen Pandoridae. Inga underarter finns listade i Catalogue of Life.